# مسجد دروازه
مسجد دروازه مربوط به اواخر دوره قاجار است و در دزفول، خیابان طالقانی غربی، گذر اصلی محله قلعه و احمد کور واقع شده و این اثر در تاریخ ۹ اردیبهشت ۱۳۸۲ با شمارهٔ ثبت ۸۳۸۸ به‌عنوان یکی از آثار ملی ایران به ثبت رسیده است.